# Thomas Schmauser

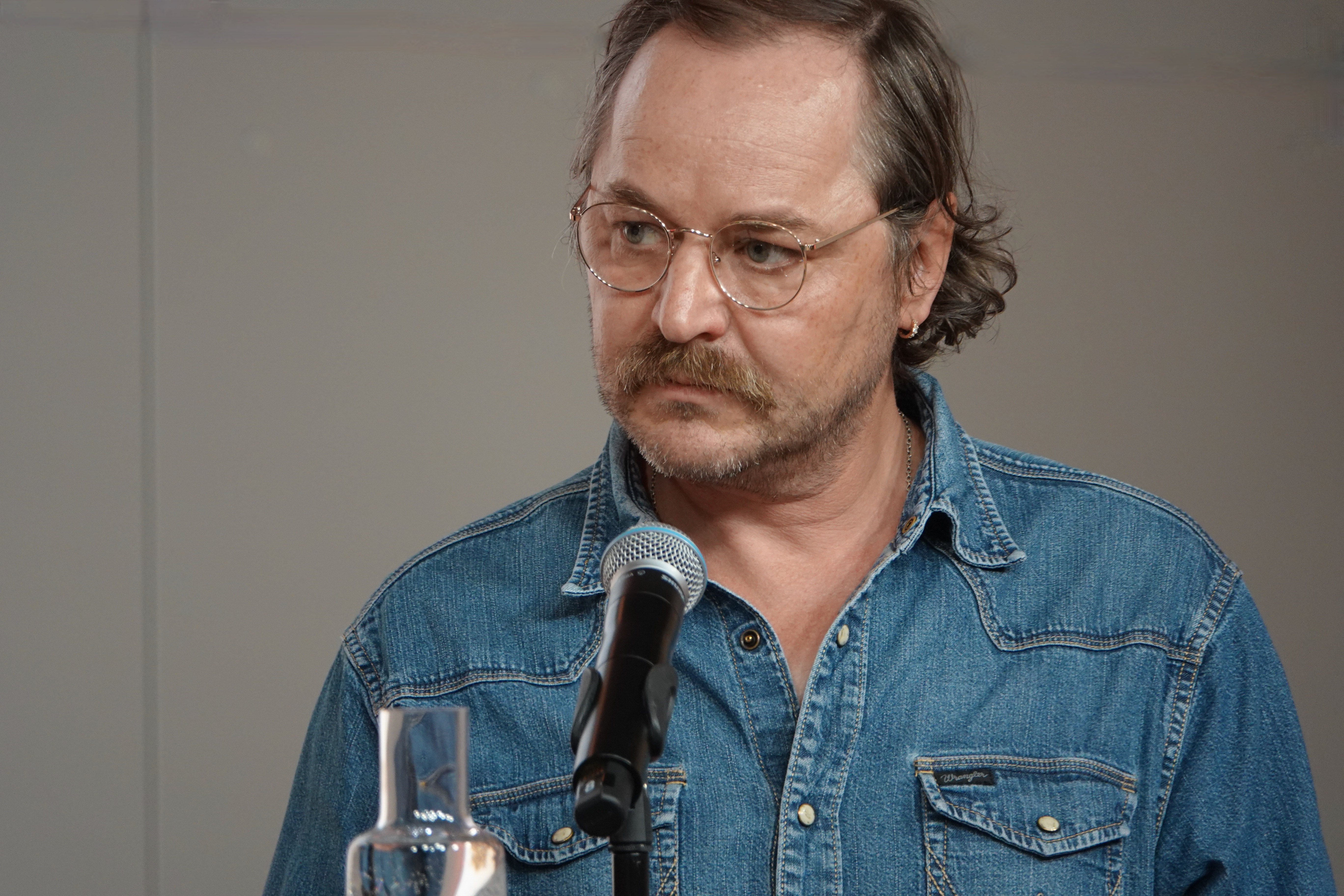
Thomas Schmauser 2023

Thomas Schmauser (* 30. November 1972 in Burgebrach) ist ein deutscher Schauspieler.

## Leben
Schmauser wuchs in Oberfranken auf und absolvierte nach dem Realschulabschluss zunächst eine Ausbildung bei der Sparkasse; er arbeitete dann in der Immobilienabteilung, bis er kündigte und sich für eine Schauspiel-Ausbildung bewarb. Er studierte dann von 1992 bis 1996 an der Otto-Falckenberg-Schule und war bereits zu dieser Zeit in den Kammerspielen München zu sehen, wo er unter anderem in Katzelmacher von Rainer Werner Fassbinder mitspielte. Nach seiner Ausbildung hatte Schmauser unter anderem Engagements am
Niedersächsischen Staatstheater Hannover und dem Thalia Theater in Hamburg.
Seit 2007 gehört er zum Ensemble der Münchner Kammerspiele, dort inszenierte er erstmals 2012 DU MEIN TOD Eine wahre Geschichte, nacherzählt von Thomas Schmauser.

## Filmografie (Auswahl)
- 1995: Nach Fünf im Urwald
- 1999: Ein todsicheres Geschäft
- 2000: Die Einsamkeit der Krokodile (Kinofilm)
- 2001: Undertaker’s Paradise
- 2002: Ein Dorf sucht seinen Mörder
- 2003: Tatort: Die Liebe und ihr Preis (Fernsehreihe)
- 2003: Tatort: Der Prügelknabe
- 2003: Der Mörder ist unter uns
- 2005: Merry Christmas
- 2005: Schnauze voll
- 2006: Leo
- 2007: Räuber Kneißl
- 2008: Freiwild. Ein Würzburg-Krimi
- 2009: Bella Block: Das Schweigen der Kommissarin
- 2010: Mein Leben im Off[5]
- 2011: Tom Sawyer
- 2012: Heimatkrimi: Bamberger Reiter. Ein Frankenkrimi
- 2012: Lena Fauch und die Tochter des Amokläufers
- 2015: Schwarzach 23 und die Hand des Todes
- 2016: Polizeiruf 110: Sumpfgebiete
- 2017: You Are Wanted – Staffel 1
- 2017: Friesland: Irrfeuer
- 2018: Der große Rudolph
- 2019: Tatort: Angriff auf Wache 08
- 2020: Schwartz & Schwartz – Wo der Tod wohnt
- 2021: Die Bestatterin – Die unbekannte Tote
- 2021: Beckenrand Sheriff
- 2022: Tatort: Murot und das Gesetz des Karma
- 2024: Gier nach Gold. Ein Krimi aus Passau (Fernsehreihe)
- 2024: Erzgebirgskrimi – Mord auf dem Jakobsweg
- 2024: München Mord: Die indische Methode (Fernsehreihe)

## Regiearbeiten
- 2012: DU MEIN TOD Eine wahre Geschichte, Münchner Kammerspiele
- 2014: Blut am Hals der Katze, Bayerische Theaterakademie

## Hörspiele / Features
- 2021: Saal 101, 12-stündiges Dokumentarhörspiel zum NSU-Prozess – Regie: Ulrich Lampen. Bayerischer Rundfunk für die ARD und DLF 2015/2021.[6]

## Auszeichnungen

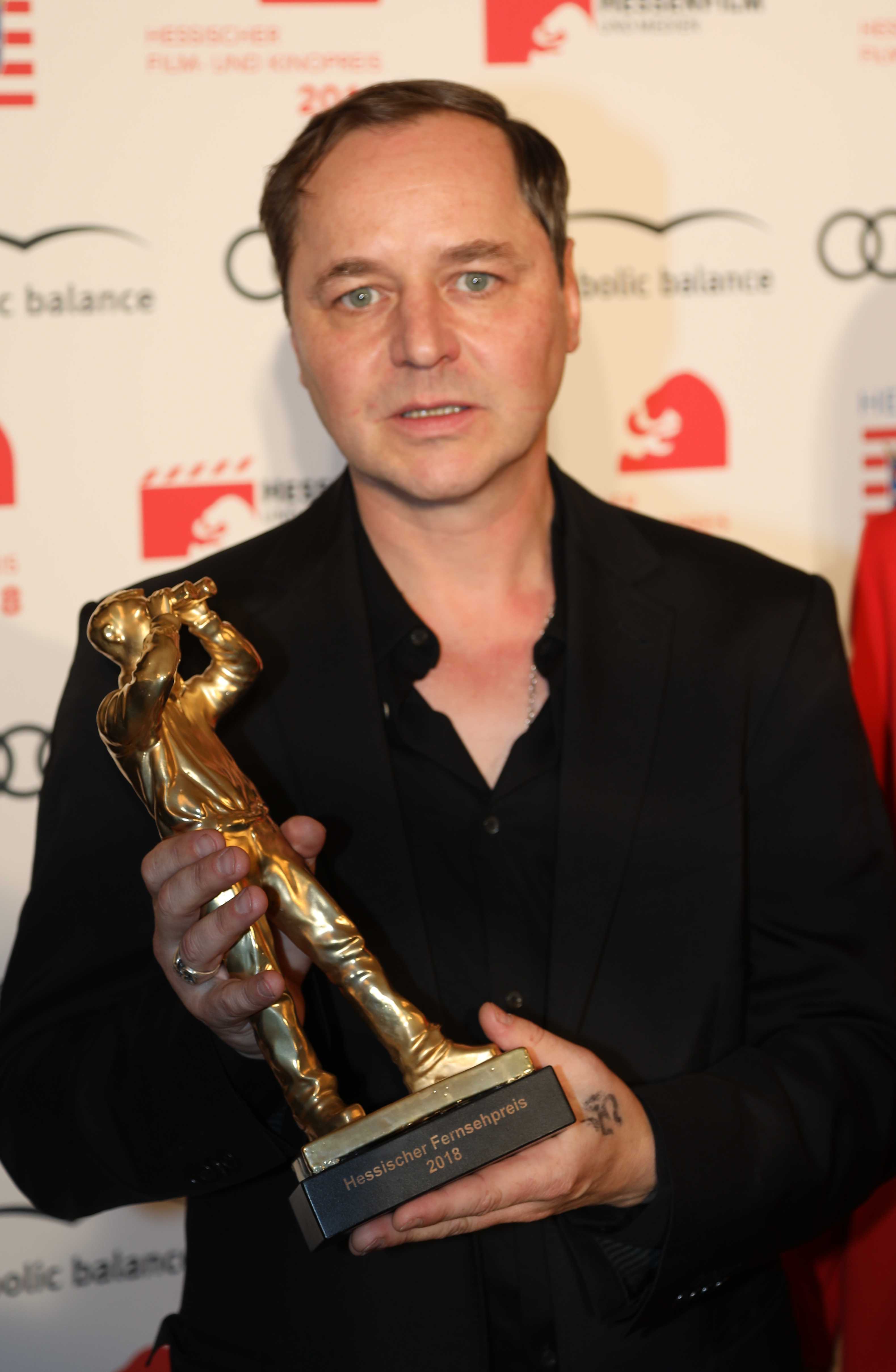
Thomas Schmauser (2018)

- 1998: O.E.-Hasse-Förderpreis der Akademie der Künste Berlin[7]
- 2010: „Publikumsbiber“ bei den Biberacher Filmfestspielen[8]
- 2018: Hessischer Fernsehpreis – Auszeichnung in der Kategorie Bester Schauspieler für Der große Rudolph[9]
- 2019: Deutscher Fernsehpreis – Nominierung in der Kategorie Beste Schauspieler für Der große Rudolph